# Злобино (Липецкая область)
Злобино — село в Становлянском районе Липецкой области.
Входит в состав Кирилловского сельсовета.

## География
Через Злобино протекает ручей Грунин Воргол, который образует на территории села большой водоём.
Через село проходят просёлочные дороги.

### Улицы
| - пер. Интернациональный - пер. Малый - пер. Нижний - пер. Школьный | - ул. Интернациональная - ул. Макарова - ул. Речная - ул. Родионова | - ул. Центральная - ул. Черемушки - ул. Школьная |

## Население
| 2010 |
| ---- |
| 483  |

## Достопримечательности
В селе восстанавливается Покровская церковь, построенная во второй половине XIX века.